# گوالاری
گوالاری (به انگلیسی: Gwalary) یک منطقهٔ مسکونی در پاکستان است که در خیبر پختونخوا واقع شده‌است.